# Анні Коен-Солал
Анні Коен-Солал (фр. Annie Cohen-Solal) — французька соціологиня, академік і письменниця. Народилася у Французькому Алжирі до здобуття ним незалежності і є частиною єврейської діаспори, яка виїхала до Франції під час Алжирської війни за незалежність.
Її найвідомішою роботою є біографія Жана-Поля Сартра, «Сартр: Життя», яка перекладена шістнадцятьма мовами. Французьке видання її книжки про піднесення американських художників з 19-го до 20-го століття, Un jour ils auront des peintres (англ. Painting American), отримало премію Берн'є від французької Академії витончених мистецтв.

## Життя
З 1989 по 1993 рік Коен-Солал працювала радницею з питань культури у посольстві Франції у США. Вона викладала в Нью-Йоркському університеті, Вільному університеті в Берліні, Єврейському університеті в Єрусалимі, а також у Вищій школі соціальних наук у Парижі.
У 2009 році в консульстві Франції в Нью-Йорку П'єром Вімонт вручив їй титул кавалера національного Ордену Почесного легіону, що є найвищою нагородою Франції.
Навесні 2010 року Коен-Солал опублікувала культурну біографію Лео Кастеллі, найвпливовішого дилера Америки, яка отримала премію ArtCurial як найкраща книга з сучасного мистецтва.
Анні Коен-Солал живе в Парижі та Кортоні (Італія).